# Кинески зид
Кинески зид је највећа грађевина на свету. Протеже се од степа средње Азије до Жутог мора, укупном дужином од 8.851 km (главни део 2.450 km), висином од 10 до 16 m, ширином од 8 m, представља најдужи зид на свету, и највећи одбрамбени објекат.
Кинески зид је серија фортификација направљених од камена, цигле сабијене земље, дрвета, и других материјала, генерално изграђених дуж линије у правцу исток-запад дуж историјских северних граница Кине ради заштите Кинеске државе и царства од рација и инвазија различитих номадских група Евроазијских степа. Неколико зидова је било изграђено још у 7. веку п. н. е.; они су касније спојени у један већи и јачи зид, и сад се колективно називају Великим зидом. Посебно добро познат је део зида који је изграђен током 220–206. п. н. е. у време Ћин Ши Хуанга, првог цара Кине. Мало је остало од тог зида. Од тог времена, Велики зид је био поновно грађен, одржаван, и побољшаван. Највећи део постојећег зида потиче из периода династије Минг (1368–1644).
Друге сврхе Великог зида су обухватале граничну контролу, омогућавање наметања царина на добра која су се транспортовала дуж пута свиле, регулација или подстицај трговини, и контрола имиграције и емиграције. Одбрамбене карактеристике Великог зида су биле побољшане конструисањем осматрачких кула, касарни за трупе, гарнизонских постаја, сигнализационих могућности путем дима или ватре, и чињеницом да је пут Великог зида исто тако служио као транспортни коридор.
Велик зид се протеже од Дандонга на истоку до језера Лоп на западу, дуж лука који грубо обележава јужну ивицу унутрашње Монголије. Свеобухватна археолошка истраживања, користећи напредне технологије, су произвела закључак да су Минг зидови дуги 8850 km. Он је сачињен од 6259 km делова стварног зида, 359 km ровова и 2232 km природних одбрамбених баријера, као што су планине и реке. Једно друго археолошко истраживање је утврдило да целокупни зид са свим његовим гранама има дужину од 21,196 km.

## Историја
По изворима више мањих зидова је почело да се гради у 5. век п. н. е., међутим озбиљнија градња и почетак градње великог Кинеског зида везује се за раздобље од 220. до 206. године пре нове ере и Ћин Ши Хуанга, који је започео његову изградњу да би заштитио своју земљу од упада варварских племена — номада.

Грађен је од земље, камена и цигле, а његова градња трајала је с прекидима у изградњи, и рушењима, све до 17. века. Дуж целог зида, у правилним размацима, подижу се стражарнице, а по врху се пружа стаза широка 4,5 m.
Данас је Кинески зид највећа туристичка атракција Кине. Туристи из целог света рангирају Кинески зид на сам врх најинтересантнијих туристичких дестинација. По оснивању Народне Републике Кине предузете се неопходне мере заштите Кинеског зида од даљег пропадања. Зид је стављен под заштиту државе 1961. године. Реконструкција је обављена највише у области Ба-да-линг, пролазу Шанг-хаи и пролазу Ђија-ји. 1987. године Кинески зид је увршћен у списак светске баштине под покровитељством УНЕСКО-а.
Дана 7. јула 2007. године проглашен је за једно од нових седам светских чуда.

## Изградња и опрема
Стари традиционални начин градње утврда у Кини био је помоћу набијања танких слојева земље у припремљеним оплатама. Тако је створено врло солидно језгро које се тада обзиђивало. Грађевински материјал је био разноврстан и близу Пекинга за градњу Великог зида користио се кречњачки камен на другим местима гранит или печена опека и у зависности од локалних ресурса. Велики зид се обично протеже на терену преко тешко доступних гребена по планинама.
Параметри грађевина су различити — утврда из периода династије Минг, је у пети по ширини од око 7 до 8 m, у круни око 5 m и достиже висину од 6 до 10 m. Унутар зидина су коридори за спајање простора и простори за складиштења. Сваких неколико стотина метара од зида су одбрамбени торњеви, који су служили као сигнални и посматрачки простори, као и за складишта оружја а у изузетним случајевима као одбрамбена уточишта бранилаца. Укупан број кула се процењује на 25.000. На већим растојањима су изграђене касарне, седишта снабдевања за браниоце, као и команде.
Пренос поруке о кретању непријатељских патрола су сигнализирана помоћу димних сигнала. На пример, у мингском периоду значио је један сигнал 100 непријатеља, два сигнала 500, три сигнала преко 1.000 непријатељских бораца.

## Правац
Мада формална дефиниција тога шта сачињава Велики зид још увек није била усаглашена, што ствара потешкоће при описивању целокупног правца Великог зида, могуће је приказати курс главног дела Великог зида након Минг изградње.
Ђају пролаз, лоциран у Гансу провинцији, је западни крај Великог зида из Минг ере. Мада Хан фортификације као што су Јуменски пролаз и Јанг пролаз постоје даље на западу, постојеће зидове који воде до тих пролаза је тешко трасирати. Од Ђају пролаза зид дисконтинуирано иде дуж Хеси коридора и у пустињу Нингсја, где улази у западни руб петље Жуте реке код Јинчуана. Овде први велики зидови који су подигнути током династије Минг просецају кроз Ордоску пустињу до источне ивице петље Жуте реке. Тамо се код Пјентоу пролаза (т кин: 偏頭關, с кин: 偏头关, Piāntóuguān) код града Синџоу провинције Шанси Велики зид дели у два дела, при чему се „спољашњи Велики зид“ {{nowrap|(т {{|外長城}},}} с кин: 外长城, Wài Chǎngchéng) протеже дуж границе Унутрашње Монголије у Шанси провинцији до Хебеј провинције, док се „унутрашњи Велики зид“ (т кин: 內長城, с кин: 內长城, Nèi Chǎngchéng) пружа југоисточно од Пјентоу пролаза у сегменту од 400 km, пролазећи кроз важне пролазе, попут Бингсинг и Јенмен пролаза, пре него што се споји са Спољашњим Великим зидом код Сјихаје (кин: 四海冶, Sìhǎiyě), у Пекиншком Јенћинг округу.
Секције Великог зида око Пекиншких општина су посебно добро познате: оне су биле фреквентно реновиране и регуларно их посећују туристи. Ба-да-линг Велики зид у близини града Џангђакоу је најпознатији сегмент зида, и то је била прва секција која је била отворена за јавност у Народној Републици Кини, као и експонатни део за стране званичнике. Јужно од Ба-да-линга је Жујунгов пролаз. Кад су је Кинези користили за заштиту своје земље, ова секција зида је имала мноштво стражара ради одбране кинеске престонице, Пекинга. Направњена од камена и цигле са околних брда, ова порција Великог зида је 7,8 m висока и 5 m широка.
Један од најупечатљивијих делова Великог зида из Минг раздобља је она где се пење под екстремно стрмим нагибима у
Ђиншанлингу. Тамо покрива растојање од 11 km, са опсегом висине зида од 5—8 m (16 ft 5 in—26 ft 3 in), има ширину од 6 m на дну, и сужава се до 5 m на врху. Вангђинглоу (т кин: 望京樓, с кин: 望京楼, Wàngjīng Lóu) је један од Ђиншанлингових 67 стражарских кула, 980 m изнад нивоа мора. Југоисточно од Ђиншанлингуа је Мутјениу Велики зид, који се вијуга дуж високих, литичастих планина од југоистока ка северозападу на растојању од 2,25 km. Он је повезан са Ђиншанлинг пролазом на западу и Губејкоу на истоку. Ова секција је била једна од првих које су реновиране након метежа Културне револуције.
На рубу Бохај залива је Шанхај пролаз, који се сматра традиционалним крајем Великог зида и „првим пролазом испод неба“. Део зида унутар Шанхај пролаза који се састаје с морем је назван „Глава старог змаја“. 3 km северно од Шанхај пролаза је Ђаошански Велики зид (焦山長城), место првих планина Великог зида. 15 km североисточно од Шанхајгуана је Ђуменкоу (т кин: 九門口, с кин: 九门口, Jiǔménkǒu), који је једина порција зида која је изграђена као мост. Изван Ђуменкоу секције, један огранак познат као Љаодонг зид наставља кроз Љаонинг провинцију и завршава се са Хушан Великим зидом, у граду Дандунг у близини кинеске границе са Северном Корејом.
Године 2009, 180 km раније непознатих секција зида скривених брдима, рововима и рекама је откривено уз помоћ инфрацрвених даљинских претраживача и ГПС уређаја. У марту и априлу 2015. девет секција са тоталном дужином од више од 10 km, за које се сматра да су део Великог зида, је откривено дуж границе Нингсја аутономног региона и Гансу провинције.

## Симболички значај
Данас се Велики зид, схвата као један од симбола Кине. Чак и речи песме „Марш добровољаца“ из 1935. која је сада химна Кине, говоре о „новом зиду од меса и крви“ који треба да створе кинеске патриоте лицем у лице са непријатељском инвазијом.

## Легенде
Зид је заливен крвљу и знојем небројених војника и радника. Легенда каже да је за време владавине првог императора из династије Ћин, жена по имену Менг Ђијанг-ну била узбуђена јер се њен муж није вратио кући ни после три године од мобилисања за градњу Великог зида. Менг је одлучила да га пронађе и да му однесе нову одећу. Претрпела је неизрециве муке тражећи га док није стигла до прелаза Шанг-хаи где је запала у неутешну тугу кад је сазнала да је њен драги муж умро исцрпљен тешким радом, а да су његови остаци уграђени у Кинески зид. Њене сузе су срушиле Велики зид у дужини од 800 лија (400 km) и она је нашла мужевљеве погребне остатке. Легенда говори о тешком присилном раду током хиљада година и људским патњама.

### Видљивост с Месеца
У Риплијевој рубрици Веровали или не! (Ripley's Believe It or Not!) из маја 1932. године, тврдило се да је зид „највеличанственија људска грађевина, једина која се може видети с Месеца“, а Ричард Халибартон (Richard Halliburton) у књизи Second Book of Marvels из 1938. износи сличну тврдњу, међутим то није тачно. Ово веровање је опстало, добивши статус урбане легенде, а чак се појављивало и у неким уџбеницима. Артур Валдрон (Arthur Waldron), аутор књиге The Great Wall of China: From History to Myth, спекулисао је да је ово веровање можда повезано с опчињеношћу „каналима“ за које се некад веровало да постоје на Марсу.

## Галерија
- Jiayu Pass
- Weeping willow in Jiayu Pass
- Qilian Mountains and The Great Wall
- The Brick
- Steps
- Camels